# 黄色弯曲菌属
黄色弯曲菌属（学名：Flaviflexus）是放线菌科中的一个属。此属的物种是革兰氏阳性、非运动性、兼性厌氧的直至微曲的杆状细菌。此属的模式种是黄海黄色弯曲菌（Flaviflexus huanghaiensis）。
此属的物种具有抗菌活性。

## 词源
“Flaviflexus”一词来自拉丁语形容词“flavus”，表示黄色；拉丁语名词“flexus”，表示弯曲或曲线。因此，“Flaviflexus”的意思是黄色的弯曲物。

## 下属物种
本属包括以下物种：
- 鹳黄色弯曲菌 Flaviflexus ciconiae Lee et al. 2020
- 黄海黄色弯曲菌 Flaviflexus huanghaiensis Du et al. 2013
- 栖盐渍生物膜黄色弯曲菌 Flaviflexus salsibiostraticola Jin et al. 2014